# FC Helsingør
Az FC Helsingør, teljes nevén Fodbold Club Helsingør dán labdarúgócsapat. 2005-ben alapították, 2024–25-ben a harmadosztályban szerepelnek.

## Jelenlegi keret
2023. március 7. szerint.
| #  |     | Poszt | Név                |
| -- | --- | ----- | ------------------ |
| 2  | DEN | V     | Kasper Enghardt    |
| 3  | DNK | V     | Frederik Helstrup  |
| 4  | DNK | V     | Mikkel Knudsen     |
| 5  | DEN | V     | Nicklas Mouritsen  |
| 6  | DEN | V     | Jakob Vadstrup     |
| 8  | NZL | CS    | Callum McCowatt    |
| 9  | DEN | CS    | Oliver Drost       |
| 11 | DEN | CS    | Oliver Klitten     |
| 12 | DEN | V     | Daniel Haarbo      |
| 13 | DEN | CS    | Valdemar Schousboe |
| 14 | DEN | V     | Nicolai Geertsen   |
| 19 | CTA | CS    | Sterling Yatéké    |

| #  |     | Poszt | Név                  |
| -- | --- | ----- | -------------------- |
| 20 | DNK | V     | Jacob Schoop         |
| 21 | DEN | CS    | Robert Marcus        |
| 22 | DEN | CS    | Frederik Karlsen     |
| 23 | DEN | KP    | Frederik Christensen |
| 30 | CIV | K     | Sayouba Mandé        |
| 31 | DEN | K     | Hjalte Petersen      |
| 32 | DEN | KP    | Alexander Lyng       |
| 39 | DNK | V     | Mathias Brems        |
| 41 | NED | K     | Stan van Bladeren    |
| 45 | DEN | CS    | Alexander Hvid       |
| 88 | DEN | V     | Daniel Norouzi       |

## Külső hivatkozások
- Hivatalos honlap